# Robustagramma grenadense
Robustagramma grenadense är en tvåvingeart som beskrevs av Marshall och Xiaolong Cui 2005. Robustagramma grenadense ingår i släktet Robustagramma och familjen hoppflugor.
Artens utbredningsområde är Grenada. Inga underarter finns listade i Catalogue of Life.